# فيرخني أتشالوكي (إنغوشيا)
فيركنيي أتشالوكي (بالروسية: Верхние Ачалуки) هي مدينة في جمهورية إنغوشيتيا في روسيا. يبلغ عدد سكانها حوالي 9118 نسمة.